# Bleed American
Bleed American – czwarty album Jimmy Eat World. Został wydany 24 lipca 2001 i jego nazwa została zmieniona na Jimmy Eat World po atakach z 11 września. Producentem był Mark Trombino, który wcześniej pracował także nad drugim albumem Blink-182, Dude Ranch. Okładka albumu pochodzi z fotografii Memphis Williama Egglestona.

## Lista utworów
Wszystkie piosenki poza częściami A Praise Chorus zostały napisane przez Jimmy Eat World.
1. „Bleed American” (po atakach z 11 września 2001 nazwę zmieniono na Salt Sweat Sugar) – 3:02
2. „A Praise Chorus” – 4:03
3. „The Middle” – 2:46
4. „Your House” – 4:46
5. „Sweetness” – 3:40
6. „Hear You Me” – 4:45
7. „If You Don’t, Don’t” – 4:33
8. „Get It Faster” – 4:22
9. „Cautioners” – 5:21
10. „The Authority Song” – 3:38
11. „My Sundown” – 5:40
12. „(Splash) Turn Twist” – 4:09
  - Utwory dodatkowe w wersji japońskiej[4]

## Media
- Bleed American: Wieczny student.
- The Middle: Kwaśne pomarańcze, Co za życie i Zoom: Akademia superbohaterów.
- Hear You Me: Afera poniżej zera, Efekt motyla (film), Historia Kopciuszka, Wieczny student, oraz w serialu telewizyjnym Pogoda na miłość.
- Get It Faster: Riding in Vans with Boys.
- The Authority Song: Wieczny student, Gorąca laska (film) i American Pie: Wakacje.
- My Sundown: Pierwsze 20 milionów i pilot serialu telewizyjnego Global Frequency.
- (Splash) Turn Twist: soundtrack do filmu Polowanie na druhny.